# Ivano-Frankivs'k
Ivano-Frankivs'k (in ucraino Івано-Франківськ?; in polacco Iwano-Frankiwsk), è una città dell'Ucraina e ospita l'amministrazione dell'oblast' di Ivano-Frankivs'k e del distretto di Ivano-Frankivs'k. Nel 2022 aveva una popolazione di 238 196 abitanti. Nel 2024 aveva una popolazione di 227 827 abitanti.
Fino al 18 luglio 2020 Ivano-Frankivs'k era classificata come città di rilevanza regionale e costituiva un comune autonomo rispetto al distretto di Ivano-Frankivs'k, anche se ne costituiva il centro amministrativo. Nell'ambito della riforma amministrativa dell'Ucraina, che ha ridotto a sei il numero dei distretti dell'oblast' di Ivano-Frankivs'k, questa città è entrata a far parte del distretto di Ivano-Frankivs'k.
Ivano-Frankivs'k è situata nella parte occidentale del paese. Prima del 1962, la città era conosciuta come Stanislav (in ucraino anche Станиславів, Stanyslaviv, e Stanisławów in polacco).

## Storia

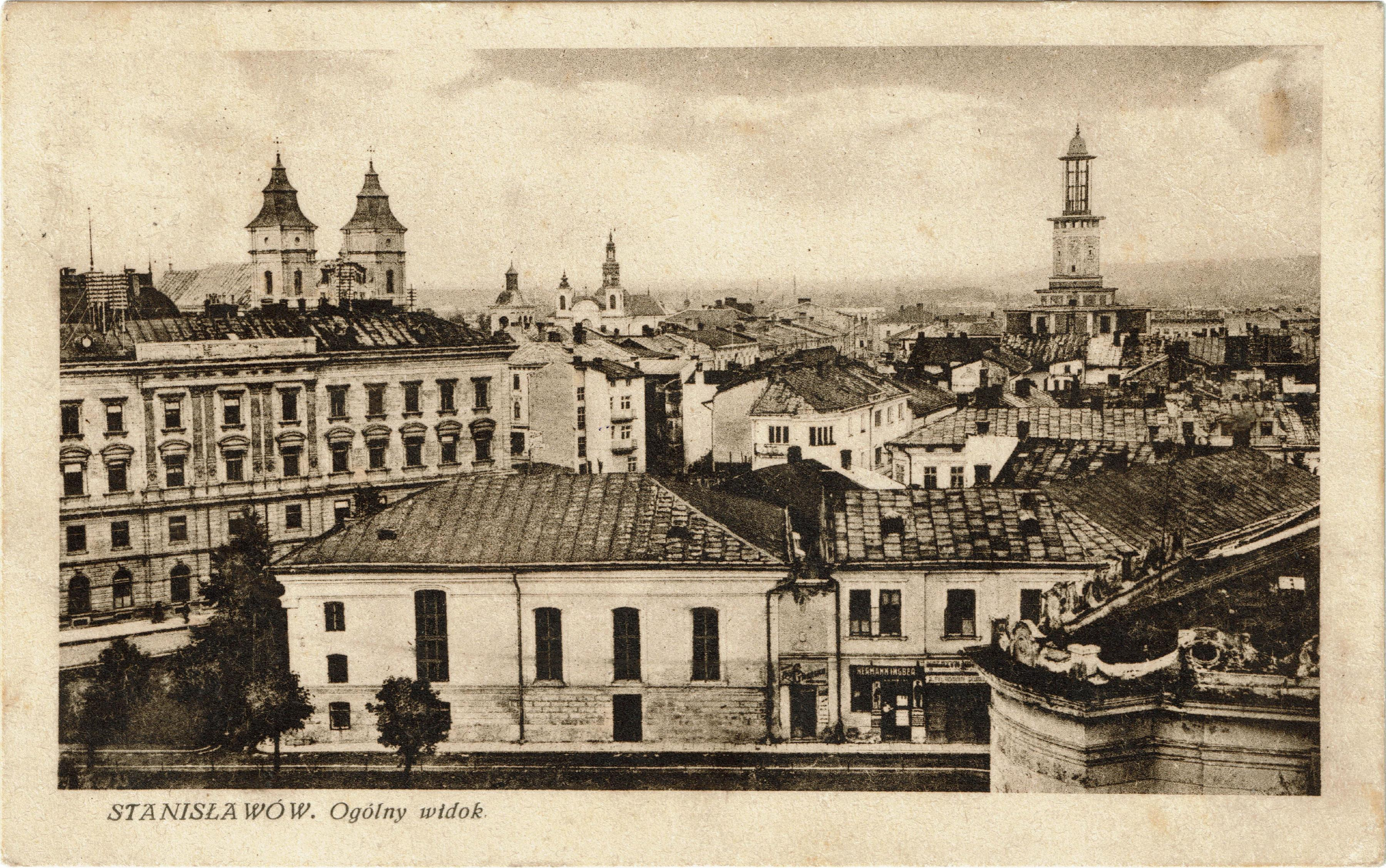
Immagine della città nel 1930

La città, chiamata Stanisławów in onore di Stanisław "Rewera" Potocki, venne eretta nel 1662 dalla famiglia nobiliare polacca Potocki come fortezza per proteggere dalle invasioni dei Tatari la Confederazione polacco-lituana, di cui fece parte fino al 1772 all'interno del Voivodato di Rutenia.
Nel 1772, dopo le spartizioni della Polonia diviene parte dell'Impero austro-ungarico.
Nell'ottobre del 1918 l'impero austro-ungarico decade e viene proclamata la Repubblica Nazionale dell'Ucraina Occidentale
Nel 1919 viene annessa alla Seconda Repubblica di Polonia come capoluogo del Voivodato di Stanisławów.
Nel 1939 viene presa dall'esercito sovietico durante l'invasione della Polonia da parte della Germania e inclusa nella RSS Ucraina. Fra il 1939 e il 1941 il regime sovietico ordina la deportazione di migliaia di abitanti in gran parte polacchi verso la Siberia dove periranno.
Nel 1941 gli occupanti nazisti torturano e uccidono in massa circa 40 000 ebrei, il 22 febbraio 1943 i tedeschi dichiarano la città "libera da giudei". Quando l'esercito sovietico raggiunge Stanisławów il 27 luglio 1944 trova circa 100 ebrei sopravvissuti nascondendosi. In totale solo 1 500 ebrei sopravvivono alla guerra.
Nel 1962 il nome della città viene cambiato in onore dello scrittore ucraino Ivan Franko. Nei primi anni novanta la città diventa uno dei centri del movimento indipendentista ucraino.

## Cultura

### Istruzione

#### Musei
- Museo d'arte regionale di Ivano-Frankivsk

## Clima e geografia
| Ivano-Frankivs'k (1991-2020) Fonte: | Mesi         | Mesi         | Mesi         | Mesi         | Mesi        | Mesi        | Mesi        | Mesi        | Mesi        | Mesi         | Mesi         | Mesi         | Stagioni | Stagioni | Stagioni | Stagioni | Anno  |
| Ivano-Frankivs'k (1991-2020) Fonte: | Gen          | Feb          | Mar          | Apr          | Mag         | Giu         | Lug         | Ago         | Set         | Ott          | Nov          | Dic          | Inv      | Pri      | Est      | Aut      | Anno  |
| ----------------------------------- | ------------ | ------------ | ------------ | ------------ | ----------- | ----------- | ----------- | ----------- | ----------- | ------------ | ------------ | ------------ | -------- | -------- | -------- | -------- | ----- |
| T. max. media (°C)                  | 0,8          | 3,0          | 8,1          | 15,3         | 20,5        | 23,7        | 25,8        | 25,5        | 20,0        | 14,1         | 7,1          | 1,8          | 1,9      | 14,6     | 25,0     | 13,7     | 13,8  |
| T. media (°C)                       | −3,0         | −1,5         | 2,8          | 9,1          | 14,1        | 17,7        | 19,5        | 18,9        | 13,8        | 8,3          | 3,0          | −1,7         | −2,1     | 8,7      | 18,7     | 8,4      | 8,4   |
| T. min. media (°C)                  | −6,7         | −5,3         | −1,8         | 3,2          | 8,1         | 12,0        | 13,8        | 13,0        | 8,4         | 3,7          | −0,4         | −5,0         | −5,7     | 3,2      | 12,9     | 3,9      | 3,6   |
| T. max. assoluta (°C)               | 20,0 (2023)  | 20,9 (2008)  | 26,0 (1974)  | 30,4 (2012)  | 32,2 (2003) | 33,9 (1963) | 37,1 (2007) | 37,2 (1952) | 36,3 (2015) | 28,4 (2001)  | 22,1 (2010)  | 19,1 (1989)  | 20,9     | 32,2     | 37,2     | 36,3     | 37,2  |
| T. min. assoluta (°C)               | −33,9 (1963) | −32,5 (2012) | −26,1 (2018) | −11,1 (1963) | −3,9 (2007) | 0,0 (1955)  | 3,9 (1958)  | 3,4 (1984)  | −4,0 (1977) | −14,2 (2003) | −18,7 (1988) | −35,7 (1996) | −35,7    | −26,1    | 0,0      | −18,7    | −35,7 |
| Precipitazioni (mm)                 | 28           | 33           | 41           | 44           | 80          | 93          | 93          | 65          | 70          | 49           | 32           | 34           | 95       | 165      | 251      | 151      | 662   |

## Infrastrutture e trasporti

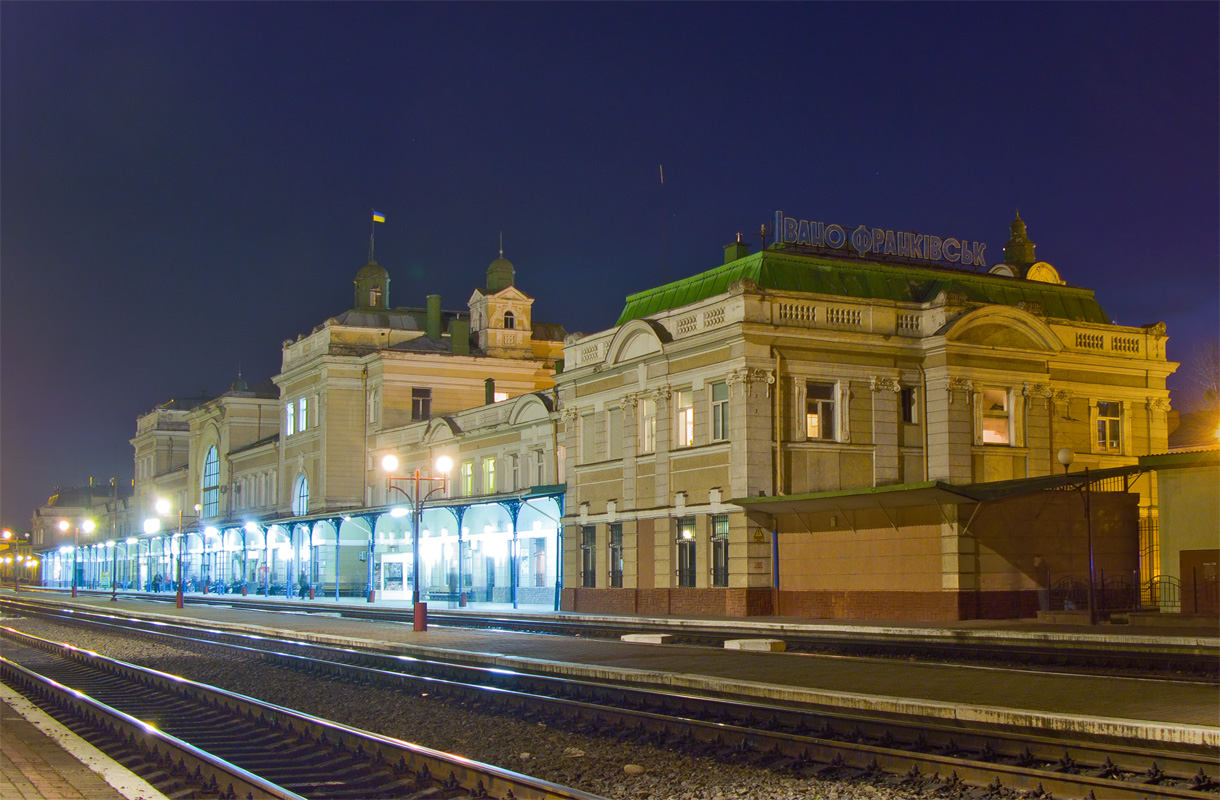
Stazione di Ivano-Frankivs'k

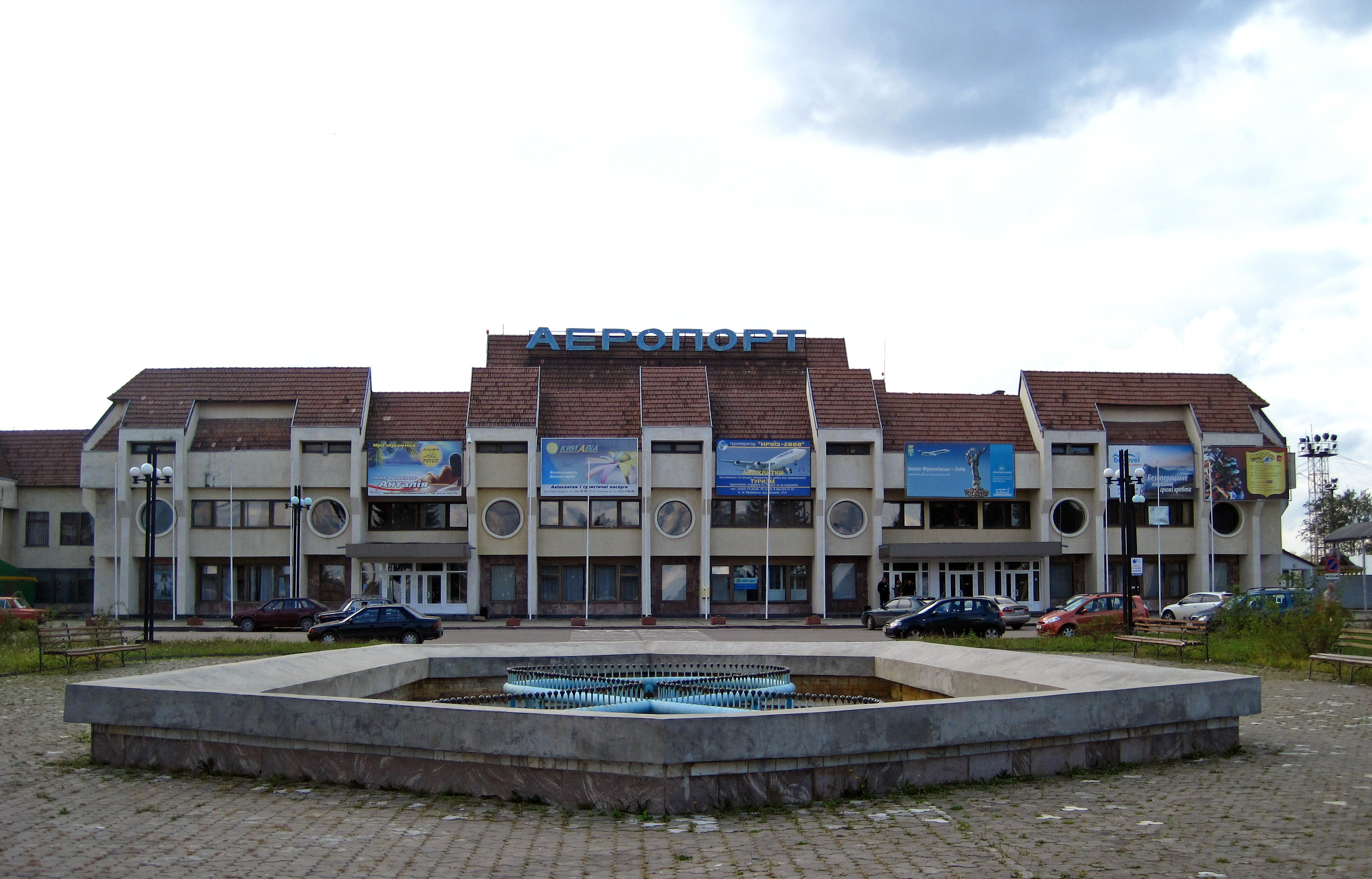
Aeroporto Internazionale di Ivano-Frankivs'k

### Ferrovie
La città è collegata ai principali centri nazionali e internazionali dalla sua stazione ferroviaria centrale.

### Aeroporti
- Aeroporto Internazionale di Ivano-Frankivs'k

## Amministrazione

### Gemellaggi
- Baia Mare, dal 1990[8]